# Macrocentrus cuniculus
Macrocentrus cuniculus är en stekelart som beskrevs av Walley 1933. Macrocentrus cuniculus ingår i släktet Macrocentrus och familjen bracksteklar. Inga underarter finns listade i Catalogue of Life.